# Yips
Unter Yips versteht man vor allem bei Golfern auftretende plötzliche unwillkürliche, ruckartige Muskelzuckungen, die insbesondere beim Putten auftreten. Bewegungsanalysen bei von Yips betroffenen Golfern haben gezeigt, dass sich die Yips durch eine unwillkürliche Rotation des Handgelenks der dominanten Hand rund um den Treffpunkt mit dem Ball manifestieren. Elektromyographische Untersuchungen haben eine höhere Muskelaktivität des betroffenen Unterarms bei Yips-betroffenen Putts gegenüber Yips-freien Putts gezeigt.
Betroffen sind vor allem sehr gute Amateur-Golfer (Handicap unter 12) und Profis. Aber auch von Anfängern gibt es Berichte über die Yips beim Putten. In Deutschland sind einer Prävalenzschätzung aus 2014 zufolge 22,4 % von 1366 befragten Golfern betroffen. Der Anteil der Betroffenen erhöht sich auf 45,2 %, wenn nur Golfer mit einem Handicap unter 10 und Golferinnen mit einem Handicap unter 12 berücksichtigt werden. Es scheint also, als würden die Yips mit der steigenden golferischen Fähigkeit zusammenhängen. Diese Annahme wird von früheren US-amerikanischen Untersuchungen unterstützt.
Einmal von Yips betroffen, müssen diese aber nicht ständig auftreten – der Stress beim Wettkampf scheint die Erkrankung zwar nicht direkt auszulösen, aber zumindest zu verstärken. Einige Studien berichten aber auch von betroffenen Golfern, die den Yips bei jedem Putt erfahren. Für Profi-Golfer kann die Krankheit das Ende der Karriere bedeuten. Von Yips betroffene Golfer berichten von einer hohen emotionalen Belastung durch die Bewegungsstörung. Andere Sportarten, bei denen das Phänomen beobachtet werden kann, sind Bowling, Darts und auch Snooker.
Vollständig geklärt ist die Ursache für Yips noch nicht. Anfänglich wurden durch „Lampenfieber“ bedingte motorische Störungen als Ursache angenommen. Inzwischen wird die Ursache für die Yips auf einem Kontinuum zwischen zwei Polen vermutet. Auf der einen Seite wird ein psychologisches Phänomen, das als Choking under Pressure bekannt ist, vermutet. Auf der anderen Seite vermutet man eine fokale Dystonie (ähnlich wie beim Musiker- oder Schreibkrampf) als Ursache. Aktuellere Annahmen gehen davon aus, dass die Yips-Symptomatik eine für das Handlungsergebnis dysfunktionale Konsequenz aus einer Interferenz von kognitiven (bewussten) und koordinativ automatisierten (unbewussten) Faktoren sind.
Die Behandlung ist mangels klarer Ursachen schwierig und reicht von mentalem Training mit Entspannung, Visualisierung, positivem Denken über medikamentöse Behandlungen bis zur momentan wohl effektivsten Lösung: die Veränderung der Puttbewegung (zum Beispiel mit Hilfe eines längeren Putters), um die Schultermuskeln vermehrt einzusetzen.
Der dreifache Major-Sieger Tommy Armour gilt als derjenige, der den Namen „Yips“ prägte. Er beendete aufgrund der Beschwerden bereits mit 41 Jahren seine Profikarriere. Weitere prominente Golfer, die zumindest Teile ihrer Karriere von Yips geplagt wurden, sind Sam Snead, Arnold Palmer, Tom Watson und Tony Jacklin. Bernhard Langers Karriere wurde mehrfach durch die Yips beinahe beendet. 1988 benötigte er beispielsweise in der vierten Runde der British Open an Loch 17 aus einem Meter Entfernung fünf Schläge, um den Ball ins Loch zu bekommen. Durch seinen Wechsel zum sogenannten Besenstielputter mit langem Schaft bekam er die Beschwerden in den Griff.
Ein ähnliches Phänomen ist die so genannte Targetpanik, früher Goldfieber genannt, beim Bogenschießen. Der Bogenschütze empfindet seinen Bogen als ungewöhnlich schwer im Auszug und kann ihn kaum noch bis zum Ankerpunkt ausziehen und löst dadurch einen sehr unsauberen Schuss. Oder er blockiert an einer bestimmten Stelle des Auszuges wie an einer unüberwindlichen Wand und erreicht seine Auszugslänge nicht, sondern verharrt an dieser „Wand“ – er kommt überhaupt nicht zum Schuss. Oder es ist ihm unmöglich bis zum Ankern auszuziehen ohne den Pfeil bereits vorher zu lösen – es kommt zum Fehlschuss.